# لندویند
لندویند (انگلیسی: Landwind) شرکت خودروسازی چینی است، که در سال ۲۰۰۴ تأسیس شد.